# Terence Steele
Terence Steele (San Antonio, 4 giugno 1997) è un giocatore di football americano statunitense che milita nel ruolo di offensive tackle per i Dallas Cowboys della National Football League (NFL).

## Carriera universitaria
In gioventù frequentò la Byron P. Steele II High School a Schertz, Texas, praticando football americano e specializzandosi come offensive tackle sinistro. Immatricolatosi presso la Texas Tech University, entrò tra le file dei Red Raiders nel 2015, cominciando a giocare nel 2016. In questo contesto venne anche schierato come offensive tackle destro, acquisendo tale ruolo con stabilità nei tre anni successivi.
Conclude l'esperienza universitaria con 47 gare disputate da titolare, ricevendo una menzione d'onore nella formazione ideale della Big 12 Conference sia nel 2018 sia nel 2019. Partecipò inoltre al Senior Bowl 2020.

## Carriera professionistica
Dopo non essere stato scelto nel Draft NFL 2020, nell'aprile 2020 Steele firmò con i Dallas Cowboys. Si guadagnò da subito un posto da titolare a causa degli infortuni capitati alla prima scelta La'el Collins e alla prima riserva Cameron Erving. Fece il suo debutto tra i professionisti il 13 settembre 2020, nella gara del primo turno persa contro i Los Angeles Rams 17-20. Pur soffrendo brevemente la concorrenza del collega di reparto Zack Martin, Steele disputò l'annata da titolare, con 14 gare da titolare su 16 disputate.
Nel 2021 fu confermato nelle gerarchie di squadra anche per il 2021, complici le ripetute assenze di La'el Collins. Il 26 dicembre 2021 realizzò il suo primo touchdown in carriera, contribuendo al successo sul Washington Football Team 14-56.
Il 3 settembre 2023 Steele firmò con i Cowboys un nuovo contratto quinquennale del valore di 86,8 milioni di dollari.